# Jean Dumur
Jean Dumur (* 10. Januar 1930 als Jean Aeschbacher in Neuenburg; † 2. Februar 1986 in Genf) war ein Schweizer Journalist.
Dumur war von 1969 bis 1972 Chefredaktor der Tribune de Lausanne. Von 1972 bis 1982 leitete er den Sektor Information der Télévision suisse romande (TSR), 1982 wurde er TSR-Programmleiter.
Der nach ihm benannte Jean-Dumur-Preis für herausragende journalistische Leistungen wird seit 1983 verliehen.

## Werke
- Cuba (1962)
- Salut journaliste (1979)
- Entretiens avec Jacques Bergier (1979)
- zwei Kriminalromane

## Preise
- Emmy Award